# 須川 (福島県)
須川（すかわ）は、福島県福島市を流れる河川で、一級水系阿武隈川水系の二次支流である。

## 地理
吾妻小富士や一切経山といった福島市西部に聳える吾妻山の山々を水源とし東流し、平野部の市内仁井田にて阿武隈川支流の荒川に注ぐ。旧来、暴れ川であった荒川は現在の大森川の流路を取り、度々流路を変更していたが、嘉永4年に発生した大洪水により大きく流路が変わり現在の形となった。そのため近年まで荒川との合流点より下流も須川と呼ばれ、現在でも左岸に須川町という地名があり、鉄道橋梁も須川橋梁と名付けられている。1964年の河川法改正による一級水系の指定の際に荒川と須川の流路と名称が公的に定められ現在に至る。上流部は磐梯朝日国立公園に指定され豊かな自然が広がっており、高湯温泉などの複数の温泉地が存在する。中流部は当河川が作り出した扇状地上に果樹園が広がり、下流部は田園地帯である他、福島西工業団地の造成も行われ、工業化、宅地化も進んでいる。

## 災害
南側の荒川流域、北側の松川流域とともに、上流部での火山砕屑物の温泉変質作用や風化による土砂災害に古くから悩まされた河川であり、1930年代から県により須川流域の砂防治山事業が行われ、1977年より国の直轄施行区域となり砂防堰堤工事が進められており、2000年代に入っても新たな施設が整備されている。

## 流域の自治体
福島県
- 福島市

## 支流
下流より記載
- 天戸川
  - 大堀川
    - 鈴川

  - 小坂沢
  - 水沢
  - 黒沢
  - 戸草川
- 鍛冶屋川
  - 白津川
- 上高湯沢
- 下高湯沢
- 不動沢
- 姥滝沢
  - 微温湯沢

## 主な橋梁
下流より記載
須川
- 表北橋（福島市道70685号三日堀向下台線）
- 福島須川橋（東北自動車道）
- 舘ノ下橋（福島市道17号鳥川大笹生線）
- 須川橋（福島県道5号上名倉飯坂伊達線）
- 日照沢橋（福島市道37号土船庭塚線）
- 須川新橋（福島市道116号佐原折戸線 福島西部広域農道）

天戸川
- 二子塚橋（福島県道70号福島吾妻裏磐梯線）
- 大庭橋（福島市道60688号後生老街道西線）
- 天戸橋（福島県道5号上名倉飯坂伊達線）
- 庭塚大橋（福島市道116号佐原折戸線 福島西部広域農道）
- 小坂橋（福島市道115号湯町姥堂線）

鈴川
- 堰の内橋（福島県道5号上名倉飯坂伊達線）

鍛冶屋川
- 明神橋（福島市道30096号中谷地線）
- 中原橋（福島市道119号百目木原野町線）
- 鍛冶屋川橋（福島県道5号上名倉飯坂伊達線）
- 吾妻橋（福島市道38号佐原水保線）
- 堰下橋（私道）
- 梅原橋（福島市道30107号梅原森石線）
- 上古屋橋（福島市道30268号上古屋高野川線）
- 堰口橋（福島市道30140号上林作田線）
- 後関橋（福島市道10139号二後関前大平線）
- 大平橋（福島市道30132号大石前赤林線）
- 井戸尻橋（私道）
- 辰道橋（福島市道116号佐原折戸線 福島西部広域農道）
- 北田橋（福島市道30168号作田太田線）
- 前鳴沢橋（私道）
- 原橋（私道）
- 中原橋（福島市道30172号前林北田線）
- 西畑橋（私道）
- 西田橋（私道）
- 石割橋（私道）
- 田中前橋（福島市道38号佐原水保線）
- 田中内橋（福島市道30296号田中前線）
- 小山橋（福島市道30176号孫石田中内線）

白津川
- 下白津川橋（福島県道5号上名倉飯坂伊達線）
- 中白津川橋（福島市道37号土船庭塚線）
- 大上場橋（福島市道30120号会沢新林雌立線）
- 鷹ノ巣橋（福島市道116号佐原折戸線 福島西部広域農道）
- 白津川橋（福島県道126号福島微温湯線）

不動沢
- 不動沢橋（福島県道70号福島吾妻裏磐梯線 磐梯吾妻スカイライン）

## 主な河川施設
- 須川第一砂防堰堤

## 周辺
- 須川運動公園
- 福島西工業団地
- 浄楽園
- 福島県道70号福島吾妻裏磐梯線
  - 磐梯吾妻スカイライン
- 福島県道126号福島微温湯線
- 信夫温泉
- 微温湯温泉
- 高湯温泉
- 吾妻山
  - 吾妻小富士
  - 一切経山
  - 浄土平